# Glacier du Gendarme-Rouge
Le glacier du Gendarme-Rouge est un glacier d'Italie situé dans le massif du Mont-Blanc, dans le val Vény.
Le glacier naît sur la face est du mont Blanc, à environ 4 300 mètres d'altitude, entre le mont Blanc de Courmayeur au sud et le col de la Brenva au nord, et se dirige vers l'est en direction du glacier de la Brenva,.